# بيرني باز
بيرني باز (بالإسبانية: Bernie Paz)‏ (برناندو باز-سولدان؛ 5 يوليو 1968) هو ممثل بيروفي. ويقيم في ميامي فلوريدا, هو أفضل ممثل في تلفزيون أزتيك عام 2011 عن مسلسل كيد إمراة بجانب الممثلة الفنزويلية غابريالا سبانيك بدور أليخاندرو ميراندا ومثل معها في  Tierra de Pasiones عام 2007, حصل مسلسل كيد إمراة على إعجاب كبير في الولايات المتحدة والمكسيك والمجر, وثم عرضه في شاشات العربية على قناة OSN ياهلا المفشرة.

## روابط خارجية
- بيرني باز على موقع IMDb (الإنجليزية)
- بيرني باز على موقع قاعدة بيانات الفيلم (الإنجليزية)